# Кочкино (Пермский край)
Кочкино — деревня в Пермском районе Пермского края. Входит в состав Лобановского сельского поселения.

## География
Деревня расположена на правом берегу реки Мулянка, примерно в 1 км к востоку от административного центра поселения, села Лобаново и 16,5 км к югу от Перми. Железнодорожная станция Кочкино.

## Население
| 2010 |
| ---- |
| 110  |

## Улицы[2]
- Вокзальная ул.
- Воробьева ул.

## Топографические карты
- Лист карты O-40-77 Юг. Масштаб: 1 : 100 000. Состояние местности на 1983 год. Издание 1985 г.